# کره‌میدان (هوراند)
کره‌میدان یکی از روستاهای استان آذربایجان شرقی است که در دهستان دودانگه شهرستان هوراند واقع شده‌است.